# Hemma, hemma, där är bäst ändå
Hemma, hemma, där är bäst ändå är ett exempel på en hemlandssång ur den frikyrkliga sångtraditionen. Begreppet 'hemland' har i dessa sånger inget med ursprungsnation eller fosterland att göra, tan 'hemland' avser i dessa psalmtexter himmelriket hos Gud och Jesus, som ett bättre alternativ till livet på jorden och som en naturlig följd av ett kristet liv efter döden. 
Denna psalmtext har fyra 4-radiga bearbetade verser vars ursprung är okänt.

## Publicerad som
- Nr 260 i Svensk söndagsskolsångbok 1908 under rubriken "Hemlandssånger".